# Genlis
 Genlis  là một xã ở tỉnh Côte-d’Or trong vùng Bourgogne-Franche-Comté, phía đông nước Pháp. Xã Genlis nằm ở khu vực có độ cao từ 193-205 mét trên mực nước biển.